# Carboxydothermus hydrogenoformans
Carboxydothermus hydrogenoformans è una specie di batterio appartenente alla famiglia delle Peptococcaceae.